# Nankai série 10000
La série 10000 (10000系, 10000-kei) est un type de rame automotrice électrique exploité par la compagnie Nankai dans le sud d'Osaka au Japon.

## Description
La série comprend 7 rames fabriquées par Tokyu Car Corporation, composées en 2024 de 4 voitures (2 rames de 10 voitures au début). L'espace voyageurs se compose de sièges transversaux.

## Histoire
Les rames sont entrées en service le 1er novembre 1985. Il y avait alors 2 rames de 10 voitures. En 1992, de nouvelles voitures sont construites pour former 7 rames de 4 voitures. Deux rames ont été radiées en 2012 et 2013, remplacées par les rames de la série 12000.
La série remporte un Laurel Prize en 1986.

## Services
Les rames sont affectées aux services Limited Express Southern reliant la gare de Namba à celle de Wakayamashi ou Wakayamakō.

## Galerie photos

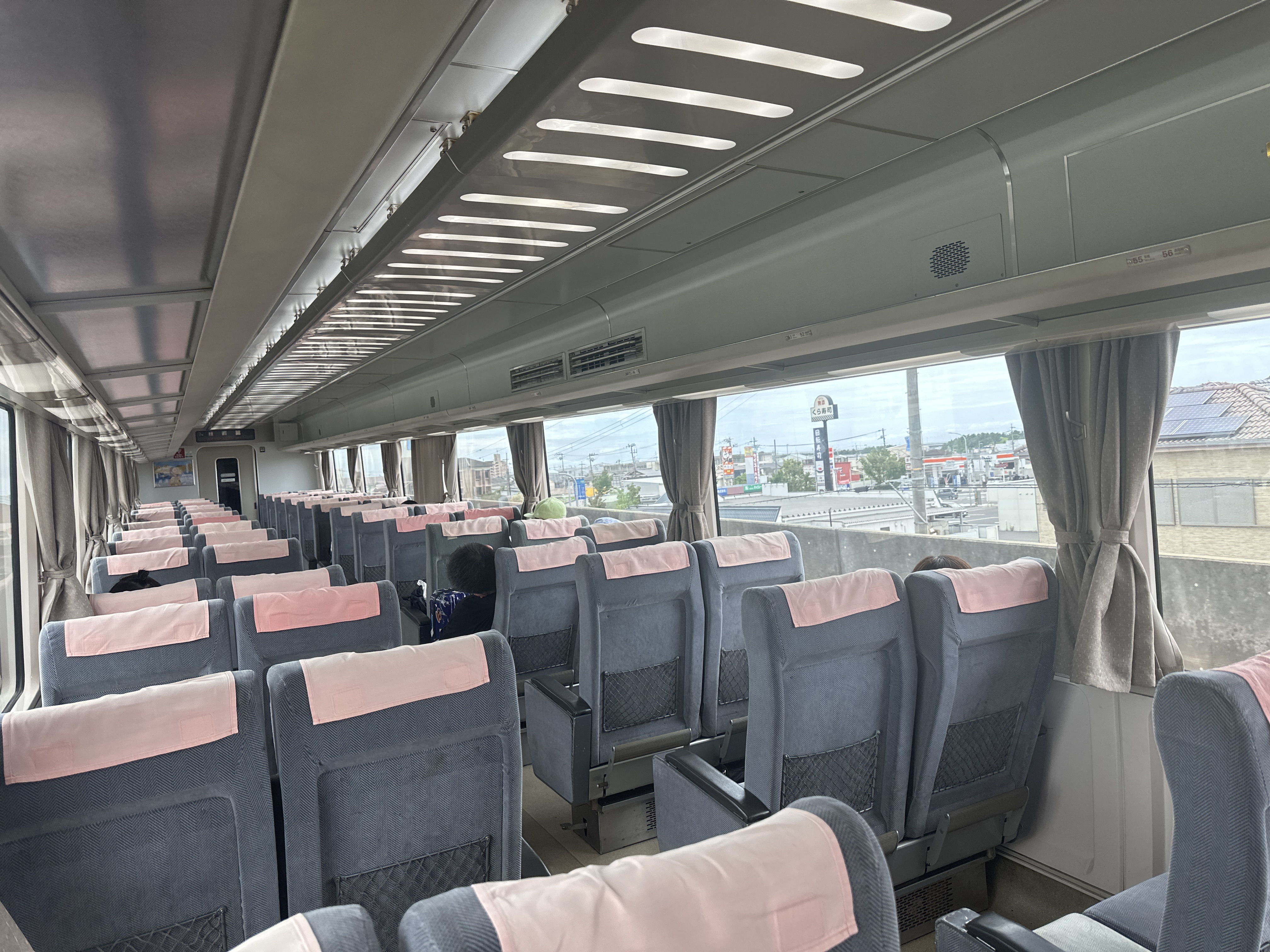
Espace voyageurs.
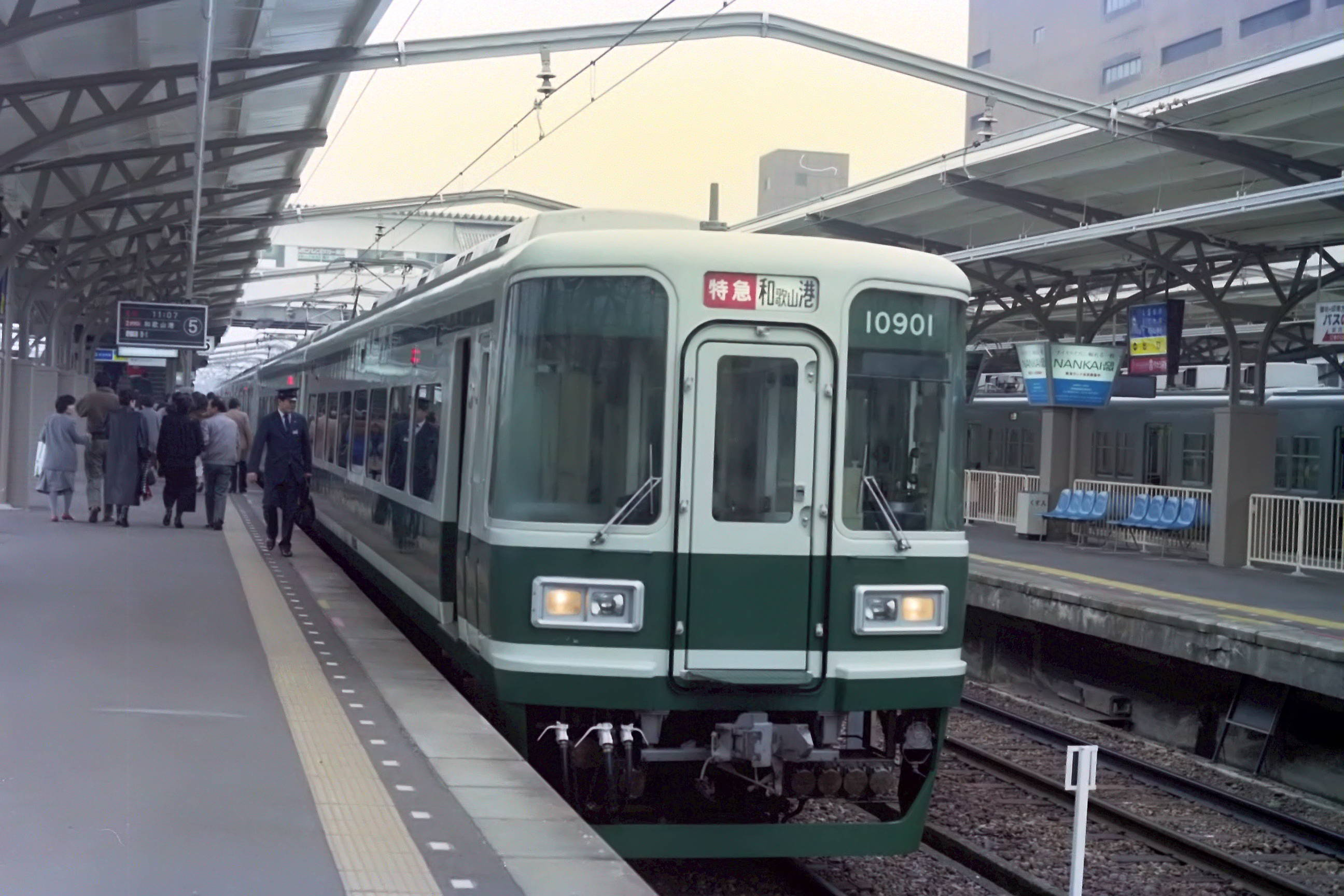
Livrée initiale.